# Резак, Филипп
Филипп Резак (верхнелуж. Filip Rězak, нем. Philipp Resak; 22 апреля 1859 год, Бауцен, Верхняя Лужица, курфюршество Саксония — 17 сентября 1921 года, Баутцен, Верхняя Лужица, Германия) — католический священник, серболужицкий писатель, переводчик.

## Биография
Филипп Резак родился 22 апреля 1859 года на хуторе Ауритц, близ Баутцена в королевстве Саксония в семье крестьян. Родители отправили его в Прагу, где он получил хорошее образование. С 1874 по 1880 год был учеником в немецкой школе, расположенной в историческом районе Праги — Мала-Страна. С 1881 по 1884 год изучал теологию в Лужицкой семинарии. В 1904 году получил докторскую степень.
В 1875 году вступил в Учёное общество лужичан (Maćica Serbska). Также был членом лужицкого братства Сербовка (Serbowka). Во время учебы в семинарии перевёл на верхнелужицкий язык повесть «Бабушка» чешской писательницы Божены Немцовой.
После учёбы и рукоположения в священники с 1884 по 1889 год нёс служение капеллана в Кроствице. С 1884 по 1894 год был администратором прихода в богадельне. Затем в течение года был президентом семинарии, в которой преподавание велось на лужицких языках. С 1895 года до самой смерти служил капелланом в Дрездене.
Перевёл несколько книг Ветхого Завета с иврита на верхнелужицкий язык. В 1920 году опубликовал своё главное сочинение «Энциклопедический немецко-верхнелужицкий словарь». В своей работе он заменил германизмы славянскими неологизмами или заимствованиями из родственных славянских языков.
Филип Резак был почетным капелланом в родном городе Баутцене, где  17 сентября 1921 года он умер и был похоронен. Его могила находится на кладбище близ руин церкви Святого Николая рядом с могилой Михала Горника. Здесь же похоронен другой знаменитый лужичанин-католик, Юрий Лусчанский, титулярный епископ Самоса и апостольский викарий в королевстве Саксония.
Семья
Брат лужичанского учителя и редактора Яна Резака (1863—1934) и филолога Ханы Резак (1872—1951).
Дядя лужицкого писателя Йозефа Якубаша и филолога Филиппа Якубаша.

## Сочинения
- Filip Rězak. Němsko-serbski wšowědny słownik hornjołužiskeje rěče (нем.). — Bautzen: Donnerhak in Komm., 1920. — 1150 S.